# Советский район (Рязань)
Сове́тский район — административно-территориальная единица города Рязани.

## История
В соответствии с Указом Президиума Верховного совета РСФСР от 23.06.1951 г., Исполнительный комитет Рязанского городского Совета депутатов трудящихся (решение № 5351 от 03.07.1951 г.) образовал в городе Рязани четыре района, в том числе и Советский.

## География
В состав Советского района входят следующие городские территории:
- Бо́рки
- Буты́рки
- Заповедный луг (заповедная историко-ландшафтная зона) - Троицкие луга.
- Кально́е (западная часть микрорайона Кально́е-"Пески")
- Кремлёвский
- Лесопарковый
- Луковский лес
- Солнечный
- Центральный

## Основные улицы
- Касимовское шоссе
- Муромское шоссе
- Солотчинское шоссе
- Окское шоссе
- Первомайский проспект
- Северная Окружная дорога
- площадь Ленина
- площадь Театральная
- проезд Речников
- Окский проезд
- ул. Введе́нская
- ул. Вознесе́нская
- ул. Горького
- ул. Грибоедова
- ул. Есенина
- ул. Кальна́я
- ул. Каширина
- ул. Кремлёвский Вал
- ул. Ленина
- ул. Лермонтова
- ул. Маяковского
- ул. Новая
- ул. Павлова
- ул. Почтовая (бывшая - ул. Подбельского)
- ул. Свободы
- ул. Семинарская
- ул. Сенная
- ул. Соборная (бывшая - ул. Революции)
- ул. Солнечная
- ул. Фирсова

Площадь района — 63,8 км².

## Население
| 2002    | 2009    | 2010    | 2012    | 2013    | 2014    | 2015    |
| ------- | ------- | ------- | ------- | ------- | ------- | ------- |
| 72 031  | ↘70 770 | ↗73 056 | ↗73 504 | ↗74 604 | ↗75 308 | ↗76 354 |
| 2016    | 2017    | 2018    | 2019    | 2020    | 2021    | 2023    |
| ↗77 908 | ↗78 917 | ↘78 660 | ↘78 560 | ↗78 759 | ↘70 756 | ↘70 076 |